# Reichartsried (Eggenthal)
Reichartsried ist ein Ortsteil der oberschwäbischen Gemeinde Eggenthal im Landkreis Ostallgäu in Bayern.

## Lage
Das Dorf liegt westlich von Eggenthal auf einem Höhenrücken über dem Quellgebiet der Mindel.

## Geschichte
Der Ortsname weist auf einen Ursprung des Ortes als Rodungssiedlung eines Mannes namens „Rihheri“. 1500 wird der Ort als Reichartzriet erwähnt.
Eine erste Erwähnung findet der Ort zu Anfang des zwölften Jahrhunderts Schenkungsurkunden in den Chroniken des Klosters Ottobeuren, die Besitzungen und später eine „Mühle zu Richertsriet“ von den Ronsberger Markgrafen Ronsberg an das Kloster unter Abt Rupert (1102–1144) und Abt Isingrim (1145–1180) gehen lässt.
Um 1749 fielen weitere Teile des Ortes durch die Teilung Ronsberger Herrschaft von Stein  an das Kloster Kempten unter Fürstabt Engelbert von Syrgenstein. Weitere Höfe im Ort waren bis zur Säkularisation im Besitz des Irseer Klosters.

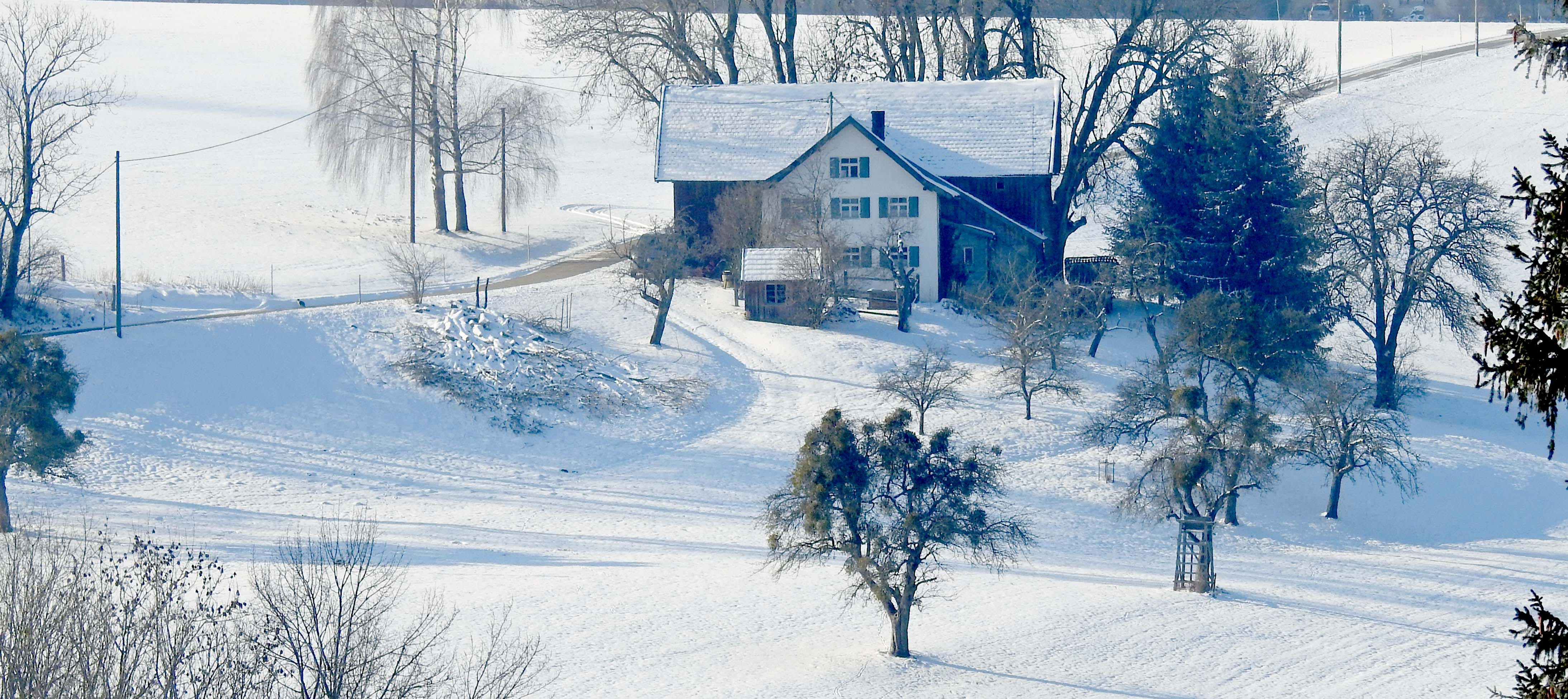
Einödhof bei Reichartsried

## Sehenswürdigkeiten
Siehe auch: Baudenkmäler in Reichartsried
In der Ortsmitte steht die denkmalgeschützte Kapelle St. Sebastian, deren Bau auf das Jahr 1706 zurückgeht.